# Весёлое (Веселовский сельский совет)
Весёлое (укр. Веселе) — село,
Веселовский сельский совет,
Межевский район,
Днепропетровская область,
Украина.
Код КОАТУУ — 1222682201. Население по переписи 2001 года составляло 1081 человек.
Является административным центром Веселовского сельского совета, в который, кроме того, входят сёла
Александровка и
Попутное.

## Географическое положение
Село Весёлое находится на расстоянии в 1 км от села Александровка и
в 1,5 км от села Богдановка.
По селу протекает пересыхающий ручей с запрудой.
Через село проходят автомобильная дорога Т-0406 и
железная дорога, станция Платформа 347 км.

## История
- Село Весёлое основано в 1878 году.

## Экономика
- «Победа», ООО.

## Объекты социальной сферы
- Школа.
- Детский сад.
- Фельдшерско-акушерский пункт.

## Достопримечательности
- Братская могила советских воинов.